# Gmina Lipowa
Die Gmina Lipowa ist eine Landgemeinde im Powiat Żywiecki der Woiwodschaft Schlesien in Polen. Ihr Sitz ist das gleichnamige Dorf mit etwa 4450 Einwohnern.

## Geographie
Die Gemeinde liegt im Süden der Woiwodschaft und grenzt im Osten an die Kreisstadt Żywiec (deutsch Saybusch). Die weiteren Nachbargemeinden sind die Landgemeinden Gmina Buczkowice, Gmina Łodygowice sowie Radziechowy-Wieprz und die Stadtgemeinden Szczyrk sowie Wisła.
Das Gemeindegebiet hat eine Fläche von 58,1 km², davon werden 41 Prozent land- und 52 Prozent forstwirtschaftlich genutzt. Es liegt im Saybuscher Becken (Kotlina Żywiecka) vor den Schlesischen Beskiden im Westen.

## Geschichte
Die Landgemeinde wurde 1973 aus Gromadas neu gebildet. Sie gehörte zur Woiwodschaft Krakau und kam 1975 zur Woiwodschaft Bielsko-Biała, der Powiat wurde aufgelöst. Zum 1. Januar 1999 kam die Gemeinde zur Woiwodschaft Schlesien und wieder zum Powiat Żywiecki.

## Gliederung
Die Landgemeinde Lipowa besteht aus sechs Dörfern mit einem Schulzenamt (sołectwo):
- Leśna
- Lipowa
- Ostre
- Sienna
- Słotwina
- Twardorzeczka